# Fernando Martínez Perales
Nando, właśc. Fernando Martínez Perales (ur. 21 maja 1967 w Walencji) – piłkarz hiszpański grający na pozycji lewego obrońcy. W swojej karierze 2 razy wystąpił w reprezentacji Hiszpanii.

## Kariera klubowa
Karierę piłkarską Nando rozpoczął w klubie Levante UD z Walencji. W 1984 roku stał się członkiem kadry pierwszego zespołu i grał w nim w Segunda División B. W sezonie 1985/1986 był zawodnikiem rezerw Valencii CF, a w 1986/1987 ponownie grał w Levante. W 1987 roku został członkiem pierwszego zespołu Valencii. 28 sierpnia 1987 zadebiutował w Primera División w wygranym 2:0 domowym spotkaniu z CD Logroñés. 23 stycznia 1988 w meczu z RCD Mallorca (3:2) strzelił swojego pierwszego gola w lidze hiszpańskiej. W Valencii grał do końca sezonu 1991/1992.
W 1992 roku Nando przeszedł z Valencii do Deportivo La Coruña, w którym swój pierwszy mecz rozegrał 5 września 1992. Deportivo wygrało wówczas 2:0 na własnym stadionie z Celtą Vigo. W 1994 roku wywalczył z Deportivo wicemistrzostwo Hiszpanii, podobnie jak rok później. W 1995 roku zdobył też Puchar Króla i Superpuchar Hiszpanii. Zawodnikiem Deportivo był do końca 1997 roku.
Na początku 1998 roku Nando odszedł do zespołu Sevilli FC. W sezonie 1998/1999 awansował z Sevillą z Segunda División do Primera División. W pierwszej lidze w barwach Sevilli grał przez rok i latem 2000 przeszedł do Compostelii. Po roku gry w drugiej lidze hiszpańskiej zdecydował się zakończyć karierę.
| Sezon   | Klub                | Kraj      | Rozgrywki          | Mecze | Bramki |
| ------- | ------------------- | --------- | ------------------ | ----- | ------ |
| 1984/85 | Levante UD          | Hiszpania | Segunda División B | ?     | ?      |
| 1985/86 | Valencia CF B       | Hiszpania | Tercera División   | ?     | ?      |
| 1986/87 | Levante UD          | Hiszpania | Tercera División   | ?     | ?      |
| 1987/88 | Valencia CF         | Hiszpania | Primera División   | 30    | 1      |
| 1988/89 | Valencia CF         | Hiszpania | Primera División   | 34    | 1      |
| 1989/90 | Valencia CF         | Hiszpania | Primera División   | 28    | 4      |
| 1990/91 | Valencia CF         | Hiszpania | Primera División   | 25    | 1      |
| 1991/92 | Valencia CF         | Hiszpania | Primera División   | 22    | 0      |
| 1992/93 | Deportivo La Coruña | Hiszpania | Primera División   | 35    | 2      |
| 1993/94 | Deportivo La Coruña | Hiszpania | Primera División   | 36    | 4      |
| 1994/95 | Deportivo La Coruña | Hiszpania | Primera División   | 31    | 1      |
| 1995/96 | Deportivo La Coruña | Hiszpania | Primera División   | 24    | 0      |
| 1996/97 | Deportivo La Coruña | Hiszpania | Primera División   | 38    | 1      |
| 1997/98 | Deportivo La Coruña | Hiszpania | Primera División   | 9     | 0      |
| 1997/98 | Sevilla FC          | Hiszpania | Segunda División   | 18    | 1      |
| 1998/99 | Sevilla FC          | Hiszpania | Segunda División   | 20    | 0      |
| 1999/00 | Sevilla FC          | Hiszpania | Primera División   | 30    | 0      |
| 2000/01 | SD Compostela       | Hiszpania | Segunda División   | 32    | 1      |

## Kariera reprezentacyjna
W reprezentacji Hiszpanii Nando zadebiutował 14 września 1988 w przegranym 1:2 towarzyskim spotkaniu z Jugosławią. W 1993 roku wrócił do kadry narodowej i rozegrał w niej swój drugi i ostatni mecz, towarzyski z Meksykiem. Nando grał także w reprezentacji U-21.
| Mecze i gole w reprezentacji | Mecze i gole w reprezentacji | Mecze i gole w reprezentacji | Mecze i gole w reprezentacji | Mecze i gole w reprezentacji | Mecze i gole w reprezentacji | Mecze i gole w reprezentacji |
| #                            | Data                         | Stadion                      | Rywal                        | Wynik                        | Gol                          | Rozgrywki                    |
| 1988                         | 1988                         | 1988                         | 1988                         | 1988                         | 1988                         | 1988                         |
| ---------------------------- | ---------------------------- | ---------------------------- | ---------------------------- | ---------------------------- | ---------------------------- | ---------------------------- |
| 1.                           | 14.09.1988                   | Oviedo, Hiszpania            | Jugosławia                   | 1:2                          | 0                            | towarzyski                   |
| 1993                         |                              |                              |                              |                              |                              |                              |
| 2.                           | 27.01.1993                   | Las Palmas, Hiszpania        | Meksyk                       | 1:1                          | 0                            | towarzyski                   |

## Sukcesy
- Puchar Króla (1)

Deportivo: 1995
- Superpuchar Hiszpanii (1)

Deportivo: 1995